# Eurovision Young Musicians 1982
Het Eurovision Young Musicians 1982 was de eerste editie van het muziekfestival en vond plaats op 11 mei 1982 in de Free Trade Hall in Manchester. 

## Deelnemende landen
Negen landen namen deel aan deze eerste editie van het muziekfestival. Opmerkelijk was dat de Scandinavische landen (Denemarken, Finland, Noorwegen en Zweden) samen deelnamen.

## Jury
Argeo Quadri
 Hans Heinz Stuckenschmidt
 Frans Vester
 Gerhard Wimberger
 Miguel Ángel Estrella
 Eric Tappy
 Jean-Claude Casadesus
/ Mischa Majszkij
 Alun Hoddinott
/ Carole Dawn Reinhart
 Gunnar Rugstad

## Overzicht

### Finale

Deelnemende landen

| Plaats | Land                                    | Muzikant        | Instrument |
| ------ | --------------------------------------- | --------------- | ---------- |
| 1      | West-Duitsland                          | Markus Pawlik   | Piano      |
| 2      | Frankrijk                               | Paul Meyer      | Klarinet   |
| 3      | Zwitserland                             | Bertrand Roulet | Piano      |
| -      | Denemarken, Finland, Noorwegen & Zweden | Atle Sponberg   | Viool      |
| -      | Oostenrijk                              | Leonard Kubizek | Klarinet   |
| -      | Verenigd Koninkrijk                     | Anna Markland   | Piano      |

1982 · 1984 · 1986 · 1988 · 1990 · 1992 · 1994 · 1996 · 1998 · 2000 · 2002 · 2004 · 2006 · 2008 · 2010 · 2012 · 2014 · 2016 · 2018 · 2022 · 2024
Zie ook: Eurovisiedansfestival · Eurovisiesongfestival · Junior Eurovisiesongfestival · Eurovision Young Dancers · Eurovision Choir